# Вёрёш, Янош
Янош Вёрёш (венг. Vörös János; 25 марта 1891, Чабрендек, Королевство Венгрия, Австро-Венгрия — 23 июля 1968, Балатонфюред, ВНР) — венгерский генерал и политик, министр обороны в просоветском временном национальном правительстве во главе с генералом Б. Миклошем.
Участвовал в Первой мировой войне на Восточном фронте и в Итальянской кампании.
19 марта 1944 года, в результате оккупации Венгрии немецкими войсками и смещения антинемецких военачальников, назначен начальником генерального штаба Венгрии.
Когда в конце 1944 года советские части вошли на восточные территории Венгрии, он перешёл на их сторону. Участвовал в подписании перемирия с СССР в составе делегации временного правительства Белы Миклоша.
В 1946 году ушёл в отставку. В 1949 году арестован по обвинению в шпионаже и в 1950 году приговорён к пожизненному заключению. Освобождён в 1956 году, после этого не участвовал в общественной деятельности.